# الانسحاب من الناتو

شعار الناتو

الانسحاب من منظمة حلف شمال الأطلسي (الناتو) هي عملية قانونية وسياسية، أي انسحاب عضو في منظمة حلف شمال الأطلسي من حلف شمال الأطلسي، وبالتالي لم يعد البلد عضوًا في الناتو. وترد الإجراءات الرسمية لهذه العملية في المادة الثالثة عشرة من المعاهدة. تنص هذه المادة على أنه يتعين على أي دولة ترغب في الانسحاب أن ترسل «إخطارا بالانسحاب» إلى الولايات المتحدة (بصفتها الجهة الوديعة) التي تقوم بعد ذلك بإبلاغ هذا الإخطار إلى الدول الأخرى في الحلف. بعد فترة انتظار مدتها عام واحد، سيخرج البلد الذي يرغب في المغادرة.
وحتى عام 2021، لم تسحب أي دولة عضو عضويتها، على الرغم من أن قلة منها ذكرت ذلك. وعلى الرغم من ذلك، لم يتقدم عدد من التبعيات السابقة لأعضاء حلف شمال الأطلسي بطلب للحصول على العضوية بعد أن أصبحوا دولا مستقلة.

## الإجراءات
المادة الثالثة عشرة من معاهدة حلف شمال الأطلسي هي التي يستخدمها العضو لإخطار الأعضاء في أو الأطراف الأخرى برغبته مغادرة منظمة حلف شمال الأطلسي وتنص على ما يلي:
وبعد مرور عشرين عاما على دخول المعاهدة حيز النفاذ, يجوز لأي دولة طرف أن تتوقف عن الانضمام إلى المعاهدة بعد سنة واحدة من إرسال إشعار بالانسحاب إلى حكومة الولايات المتحدة الأمريكية, التي تخطر حكومات الدول الأطراف الأخرى بإيداع كل إخطار بالانسحاب.
وهذا يعني أنه بعد مرور عشرين عاما على توقيع المعاهدة في عام 1949, أي في عام 1969, لا يتعين على أي دولة عضو ترغب في المغادرة إلا أن تخطر الولايات المتحدة برغبتها في المغادرة ثم تغادر البلد رسميا بعد ذلك بعام واحد.

## عمليات انسحاب مقترحة

### فرنسا
في عام 1966، تدهورت العلاقات بين الولايات المتحدة وفرنسا بسبب رفض دمج الردع النووي الفرنسي مع قوى شمال الأطلسي الأخرى أو قبول أي سيطرة جماعية على قواتها المسلحة، وخفض الرئيس الفرنسي شارل ديغول عضوية فرنسا في حلف شمال الأطلسي وسحب فرنسا من القيادة العسكرية التي تقودها الولايات المتحدة بحثاً عن نظام دفاعي مستقل. ومع ذلك، فإن قاعدة العقدين منعت فرنسا من الانفصال الكامل عن الناتو. كان من نتائج هذا الانسحاب نقل المقر الأعلى لقوات حلف شمال الأطلسي المتحالفة في أوروبا من روكغو (فرنسا) إلى مدينة مونس في بلجيكا. وقد تغير هذا الوضع في عام 2009، عندما غيّر الرئيس نيكولا ساركوزي المسار وأعاد فرنسا إلى المشاركة الكاملة، وصوّت البرلمان الفرنسي بالثقة لصالح القرار.
في الوقت الحاضر، الأحزاب السياسية الشهيرة في فرنسا؛ من بين المؤيدين لانسحاب فرنسا من الناتو تحالف الشعب الجمهوري المنادي بالسيادة، وحزب فرنسا الأبية اليساري المتطرف و‌الحزب الشيوعي الفرنسي. دعا حزب انهضي فرنسا الديغولي اليميني و‌التجمع الوطني القومي إلى إلغاء قرار فرنسا في عام 2009 بالعودة إلى قيادة الناتو. في استطلاع للرأي العام الفرنسي حول حلف شمال الأطلسي في عام 2017، 60% من الفرنسيين لديهم وجهة نظر إيجابية، مقارنة ب 34% لديهم وجهة نظر غير مواتية. 

### اليونان
في عام 1964، بسبب الأزمة القبرصية، سحبت اليونان وحداتها العسكرية من قوات الناتو في جنوب البحر الأبيض المتوسط لأن تركيا، وهي عضو في الناتو، هددت بغزو قبرص. انسحبت اليونان من القيادة العسكرية لحلف شمال الأطلسي في وقت لاحق من عام 1974 نتيجة لغزو القوات التركية لقبرص. ومع ذلك، لم تنسحب البلاد بالكامل من المنظمة، لكنها أصبحت أقل نشاطًا بشكل واضح.
في عام 1980، تحدث وزير الخارجية اليوناني كونستانتينوس ميتسوتاكيس عن الظروف التي قد يرى فيها اليونان تنسحب بالكامل من المنظمة. ومع ذلك، فإن الضغط الدبلوماسي اللاحق من الولايات المتحدة أدى إلى إعادة دمج اليونان بالكامل في الحلف.

### أيسلندا
إن أيسلندا فريدة من نوعها بين الدول الأعضاء في منظمة حلف شمال الأطلسي لأنه ليس لديها جيش دائم، وتتألف قواتها الدفاعية من خفر السواحل العسكري وقوات حفظ السلام شبه العسكرية. أدى تاريخ أيسلندا السلمي القوي إلى معارضة أيسلندا تمامًا للانضمام إلى الناتو. ومع ذلك، فإن البلاد تستضيف القاعدة البحرية الأمريكية الشهيرة، والتي تقع في مطار كيفلافيك بالقرب من عاصمة البلاد ريكيافيك. بالإضافة إلى ذلك، تقع في وسط المحيط الأطلسي وهي موقع استراتيجي للمعلومات الاستخباراتية والإشارات.
في 2019، خلال زيارة الأمين العام ينس ستولتنبرغ إلى أيسلندا، أعرب رئيس الوزراء كاترين جاكوب دوتير عن دعمه لخروج أيسلندا من الناتو. كان حزبها، الحركة الخضراء اليسارية، شريكًا كبيرًا للحكومة الأيسلندية، التي دعمت أيضًا الانسحاب، لكن لم يكن هناك أغلبية في البرلمان الأيسلندي تؤيد الانسحاب.

### الجبل الأسود
أدت الانتخابات البرلمانية في الجبل الأسود 2020 إلى فوز المعارضة لأول مرة منذ 30 عامًا. وقد عارض العديد من هذه الأحزاب، بما في ذلك الحزب الحزب الديمقراطي الصربي الجديد والحزب الشعبي الديمقراطي، الانضمام إلى منظمة حلف شمال الأطلسي (الناتو).

### هولندا
الإجماع العام حول السياسة الخارجية والدفاعية لهولندا هو أن تكون عضوا في التحالف. وتحظى عضويتها بدعم جميع الأحزاب المؤسسة الرئيسية الخمسة في البرلمان؛ المحافظون - الليبراليون حزب الشعب من أجل الحرية والديمقراطية (VVD)، الحزب الاشتراكي الديمقراطي حزب العمل (PvdA)، حزب النداء الديمقراطي المسيحي, الحزب المسيحي الديمقراطي CDA، الحزب الشعبوي اليميني حزب من أجل الحرية (PVV)، والحزب الاجتماعي الليبرالي D66. وهناك أحزاب أخرى مؤيدة ولكنها ترغب في إصلاح التحالف مثل غرون لينكز، الحزب الأخضر الاشتراكي. وفي حين أن الحزب الشعبوي اليميني المتطرف Forum voor Democratie يؤيد عضوية حلف شمال الأطلسي، فقد جاء في التحقيق الذي أجراه زيمبلا أن زعيم الحزب تيري بوديت يود سراً أن تترك هولندا حلف شمال الأطلسي وأن تنسق سياسة البلاد الخارجية مع روسيا.

### رومانيا
بعض الأحزاب الصغيرة في رومانيا تعارض انضمام رومانيا إلى الناتو. واحد منهم هو حزب اليمين الجديد (Noua Dreaptă)، الذي يعارض الاتحاد الأوروبي أيضًا.

### تركيا
منذ محاولة الانقلاب في عام 2016 ودفء العلاقات بين تركيا وروسيا، كانت هناك دعوات لتركيا لمغادرة حلف شمال الأطلسي أو طردها منه.

### المملكة المتحدة
في إطار السياسة الدفاعية والخارجية للمملكة المتحدة ككل، تعتبر عضوية الناتو مسألة لا جدال فيها. تم دعم العضوية من قبل الأحزاب السياسية الرئيسية في المملكة المتحدة، بما في ذلك حزب المحافظين، حزب العمال والديمقراطيون الليبراليون. من بين أحزاب عموم المملكة المتحدة في مجلس العموم، فقط الخضر يعارضون الانضمام إلى الناتو، على الرغم من أن بعض المشرعين، وخاصة اليساريين العماليين، يؤيدون خروج بريطانيا من الناتو، مثل جيريمي كوربين.